# Viva Hollandia
Viva Hollandia is het nummer waarmee de Nederlandse zanger Wolter Kroes in 2008 zijn eerste nummer 1-hit scoorde als supporterssong voor het EK Voetbal 2008 in Oostenrijk en Zwitserland. Het is een Nederlandse versie van het Keulse "Viva Colonia", een lijflied van de Duitse stad Keulen van de band de Höhner (2003).

## Achtergrond
Het originele lied is in Keulen vooral populair tijdens carnaval. Ook wordt het vaak gedraaid bij wedstrijden van 1. FC Köln. De Nederlandse vertaling is in Duitsland vrijwel onbekend. Het lied is bijna letterlijk vertaald, behalve regionale regels, zoals bijvoorbeeld over de Kölner Verkehrs-Betriebe, het openbaar vervoersbedrijf van Keulen. De naam van het land dat wordt bezongen, Hollandia, is een latinisering van het begrip Holland dat als pars pro toto voor Nederland gebruikt wordt. De keuze voor de naam heeft te maken met de titel van het origineel: 'Viva Colonia'. De Latijnse naam voor de stad Keulen 'Colonia' is als 'Hollandia' vertaald qua lettergrepen, rijm en ritme een gemakkelijk zingbare keus.
Eerder hadden zowel Kroes als de feestband Santa Rosa (2006) een andere Nederlandse versie van het nummer uitgebracht, maar deze uitvoeringen werden geen hit. Het eerste nummer van Kroes, over het Beierse Oktoberfest, kwam tot de 19e plaats in de Single Top 100.
Wolter Kroes kwam op het idee een versie te maken voor het EK Voetbal 2008. In de tekst wordt onder andere verwezen naar Huntelaar, Sneijder, Van Nistelrooij en Van Basten. Deze versie werd een hit in de Single Top 100 en de Nederlandse Top 40, het stond twee weken op de eerste plaats in beide hitlijsten. Kroes won daarmee de strijd om hét EK-lied van onder meer René Froger (#2) en de Welpies (Alle welpies helpen) (#2).
De cd-single was op het moment van op nummer 1 komen nauwelijks meer verkrijgbaar. De platenmaatschappij had na de wedstrijd Nederland - Roemenië besloten geen nieuwe singles bij te drukken tot de kwartfinale tegen Rusland. Alleen wanneer deze door Nederland gewonnen zou worden, zouden meer persingen volgen. Op 21 juni, de dag dat Viva Hollandia voor de eerste week op nummer 1 stond, verloor Nederland echter van Rusland. Hierdoor was de single nog slechts beperkt verkrijgbaar. Na twee weken op de eerste plaats maakte het nummer een grote daling en zakte de top 10 uit, naar plaats achttien. Een Nederlands record. Het oude record stond op naam van Theo Maassen, die met de carnavalshit Lauwe pis (2007) van 1 naar vijftien zakte. De single heeft in Nederland de gouden status.

### Nieuwe versies
Voor de Olympische Zomerspelen van 2008 nam Kroes een nieuwe versie op van het nummer, getiteld Viva Olympia. Dit nummer zong hij onder andere bij het onthaal van de Nederlandse Olympische sporters in het Olympisch stadion in Amsterdam.
In 2010 paste Kroes het nummer nog een keer aan en bracht het uit tijdens het WK voetbal in Zuid-Afrika. Dit keer werd ook de compositie enigszins aangepast met diverse Afrikaanse invloeden. Ook komt Kroes' single Ik heb de hele nacht liggen dromen erin terug. Deze versie bereikte net als de 2008-versie de hitlijsten.
Nadat het Nederlands elftal in 2015 deelname aan het EK voetbal 2016 misliep, nam Kroes wederom een nieuwe versie van Viva Hollandia op, dit keer onder de titel We zijn er niet bij.

## Hitnoteringen

### Santa Rosa
| "Viva Hollandia" in de Nederlandse Single Top 100 - binnen: 21-01-2006 | "Viva Hollandia" in de Nederlandse Single Top 100 - binnen: 21-01-2006 | "Viva Hollandia" in de Nederlandse Single Top 100 - binnen: 21-01-2006 | "Viva Hollandia" in de Nederlandse Single Top 100 - binnen: 21-01-2006 | "Viva Hollandia" in de Nederlandse Single Top 100 - binnen: 21-01-2006 | binnen: 24-06-2006 | binnen: 24-06-2006 | binnen: 24-06-2006 |
| Week                                                                   | 1                                                                      | 2                                                                      | 3                                                                      |                                                                        | 4                  | 5                  |                    |
| ---------------------------------------------------------------------- | ---------------------------------------------------------------------- | ---------------------------------------------------------------------- | ---------------------------------------------------------------------- | ---------------------------------------------------------------------- | ------------------ | ------------------ | ------------------ |
| Nummer                                                                 | 85                                                                     | 59                                                                     | 73                                                                     | uit                                                                    | 67                 | 59                 | uit                |

### EK 2008 versie
| "Viva Hollandia EK 2008 versie" in de Nederlandse Top 40 - binnen: 31-05-2008 | "Viva Hollandia EK 2008 versie" in de Nederlandse Top 40 - binnen: 31-05-2008 | "Viva Hollandia EK 2008 versie" in de Nederlandse Top 40 - binnen: 31-05-2008 | "Viva Hollandia EK 2008 versie" in de Nederlandse Top 40 - binnen: 31-05-2008 | "Viva Hollandia EK 2008 versie" in de Nederlandse Top 40 - binnen: 31-05-2008 | "Viva Hollandia EK 2008 versie" in de Nederlandse Top 40 - binnen: 31-05-2008 | "Viva Hollandia EK 2008 versie" in de Nederlandse Top 40 - binnen: 31-05-2008 | "Viva Hollandia EK 2008 versie" in de Nederlandse Top 40 - binnen: 31-05-2008 |
| Week                                                                          | 1                                                                             | 2                                                                             | 3                                                                             | 4                                                                             | 5                                                                             | 6                                                                             |                                                                               |
| ----------------------------------------------------------------------------- | ----------------------------------------------------------------------------- | ----------------------------------------------------------------------------- | ----------------------------------------------------------------------------- | ----------------------------------------------------------------------------- | ----------------------------------------------------------------------------- | ----------------------------------------------------------------------------- | ----------------------------------------------------------------------------- |
| Nummer                                                                        | 28                                                                            | 18                                                                            | 7                                                                             | 1                                                                             | 1                                                                             | 18                                                                            | uit                                                                           |

| "Viva Hollandia EK 2008 versie" in de Nederlandse Single Top 100 - binnen: 29-03-2008 | "Viva Hollandia EK 2008 versie" in de Nederlandse Single Top 100 - binnen: 29-03-2008 | "Viva Hollandia EK 2008 versie" in de Nederlandse Single Top 100 - binnen: 29-03-2008 | "Viva Hollandia EK 2008 versie" in de Nederlandse Single Top 100 - binnen: 29-03-2008 | "Viva Hollandia EK 2008 versie" in de Nederlandse Single Top 100 - binnen: 29-03-2008 | "Viva Hollandia EK 2008 versie" in de Nederlandse Single Top 100 - binnen: 29-03-2008 | "Viva Hollandia EK 2008 versie" in de Nederlandse Single Top 100 - binnen: 29-03-2008 | "Viva Hollandia EK 2008 versie" in de Nederlandse Single Top 100 - binnen: 29-03-2008 | "Viva Hollandia EK 2008 versie" in de Nederlandse Single Top 100 - binnen: 29-03-2008 | "Viva Hollandia EK 2008 versie" in de Nederlandse Single Top 100 - binnen: 29-03-2008 | "Viva Hollandia EK 2008 versie" in de Nederlandse Single Top 100 - binnen: 29-03-2008 | "Viva Hollandia EK 2008 versie" in de Nederlandse Single Top 100 - binnen: 29-03-2008 | "Viva Hollandia EK 2008 versie" in de Nederlandse Single Top 100 - binnen: 29-03-2008 | "Viva Hollandia EK 2008 versie" in de Nederlandse Single Top 100 - binnen: 29-03-2008 | "Viva Hollandia EK 2008 versie" in de Nederlandse Single Top 100 - binnen: 29-03-2008 | "Viva Hollandia EK 2008 versie" in de Nederlandse Single Top 100 - binnen: 29-03-2008 | "Viva Hollandia EK 2008 versie" in de Nederlandse Single Top 100 - binnen: 29-03-2008 | "Viva Hollandia EK 2008 versie" in de Nederlandse Single Top 100 - binnen: 29-03-2008 | binnen: 21-06-2014 | binnen: 21-06-2014 |
| Week                                                                                  | 1                                                                                     | 2                                                                                     | 3                                                                                     | 4                                                                                     | 5                                                                                     | 6                                                                                     | 7                                                                                     | 8                                                                                     | 9                                                                                     | 10                                                                                    | 11                                                                                    | 12                                                                                    | 13                                                                                    | 14                                                                                    | 15                                                                                    | 16                                                                                    |                                                                                       | 17                 |                    |
| ------------------------------------------------------------------------------------- | ------------------------------------------------------------------------------------- | ------------------------------------------------------------------------------------- | ------------------------------------------------------------------------------------- | ------------------------------------------------------------------------------------- | ------------------------------------------------------------------------------------- | ------------------------------------------------------------------------------------- | ------------------------------------------------------------------------------------- | ------------------------------------------------------------------------------------- | ------------------------------------------------------------------------------------- | ------------------------------------------------------------------------------------- | ------------------------------------------------------------------------------------- | ------------------------------------------------------------------------------------- | ------------------------------------------------------------------------------------- | ------------------------------------------------------------------------------------- | ------------------------------------------------------------------------------------- | ------------------------------------------------------------------------------------- | ------------------------------------------------------------------------------------- | ------------------ | ------------------ |
| Nummer                                                                                | 94                                                                                    | 19                                                                                    | 36                                                                                    | 37                                                                                    | 39                                                                                    | 37                                                                                    | 46                                                                                    | 50                                                                                    | 26                                                                                    | 12                                                                                    | 7                                                                                     | 2                                                                                     | 1                                                                                     | 1                                                                                     | 52                                                                                    | 95                                                                                    | uit                                                                                   | 96                 | uit                |

### WK 2010 versie
| "Viva Hollandia WK 2010 versie" in de Nederlandse Top 40 - binnen 26-06-2010 | "Viva Hollandia WK 2010 versie" in de Nederlandse Top 40 - binnen 26-06-2010 | "Viva Hollandia WK 2010 versie" in de Nederlandse Top 40 - binnen 26-06-2010 | "Viva Hollandia WK 2010 versie" in de Nederlandse Top 40 - binnen 26-06-2010 | "Viva Hollandia WK 2010 versie" in de Nederlandse Top 40 - binnen 26-06-2010 | "Viva Hollandia WK 2010 versie" in de Nederlandse Top 40 - binnen 26-06-2010 | "Viva Hollandia WK 2010 versie" in de Nederlandse Top 40 - binnen 26-06-2010 | "Viva Hollandia WK 2010 versie" in de Nederlandse Top 40 - binnen 26-06-2010 |
| Week                                                                         | 1                                                                            | 2                                                                            | 3                                                                            | 4                                                                            | 5                                                                            | 6                                                                            |                                                                              |
| ---------------------------------------------------------------------------- | ---------------------------------------------------------------------------- | ---------------------------------------------------------------------------- | ---------------------------------------------------------------------------- | ---------------------------------------------------------------------------- | ---------------------------------------------------------------------------- | ---------------------------------------------------------------------------- | ---------------------------------------------------------------------------- |
| Nummer                                                                       | 34                                                                           | 31                                                                           | 28                                                                           | 21                                                                           | 23                                                                           | 39                                                                           | uit                                                                          |

| "Viva Hollandia WK 2010 versie" in de Nederlandse Single Top 100 - binnen: 15-05-2010 | "Viva Hollandia WK 2010 versie" in de Nederlandse Single Top 100 - binnen: 15-05-2010 | "Viva Hollandia WK 2010 versie" in de Nederlandse Single Top 100 - binnen: 15-05-2010 | "Viva Hollandia WK 2010 versie" in de Nederlandse Single Top 100 - binnen: 15-05-2010 | "Viva Hollandia WK 2010 versie" in de Nederlandse Single Top 100 - binnen: 15-05-2010 | "Viva Hollandia WK 2010 versie" in de Nederlandse Single Top 100 - binnen: 15-05-2010 | "Viva Hollandia WK 2010 versie" in de Nederlandse Single Top 100 - binnen: 15-05-2010 | "Viva Hollandia WK 2010 versie" in de Nederlandse Single Top 100 - binnen: 15-05-2010 | "Viva Hollandia WK 2010 versie" in de Nederlandse Single Top 100 - binnen: 15-05-2010 | "Viva Hollandia WK 2010 versie" in de Nederlandse Single Top 100 - binnen: 15-05-2010 | "Viva Hollandia WK 2010 versie" in de Nederlandse Single Top 100 - binnen: 15-05-2010 | "Viva Hollandia WK 2010 versie" in de Nederlandse Single Top 100 - binnen: 15-05-2010 |
| Week                                                                                  | 1                                                                                     | 2                                                                                     | 3                                                                                     | 4                                                                                     | 5                                                                                     | 6                                                                                     | 7                                                                                     | 8                                                                                     | 9                                                                                     | 10                                                                                    |                                                                                       |
| ------------------------------------------------------------------------------------- | ------------------------------------------------------------------------------------- | ------------------------------------------------------------------------------------- | ------------------------------------------------------------------------------------- | ------------------------------------------------------------------------------------- | ------------------------------------------------------------------------------------- | ------------------------------------------------------------------------------------- | ------------------------------------------------------------------------------------- | ------------------------------------------------------------------------------------- | ------------------------------------------------------------------------------------- | ------------------------------------------------------------------------------------- | ------------------------------------------------------------------------------------- |
| Nummer                                                                                | 100                                                                                   | 53                                                                                    | 35                                                                                    | 36                                                                                    | 20                                                                                    | 13                                                                                    | 15                                                                                    | 25                                                                                    | 3                                                                                     | 5                                                                                     | uit                                                                                   |